# Église Notre-Dame-de-la-Nativité de Molières
Pour les articles homonymes, voir Église Notre-Dame-de-la-Nativité.
L'église Notre-Dame de la Nativité, ou église Saint-Jean, est une église catholique située à Molières, en France.

## Localisation
L'église est située dans le département français de la Dordogne, sur la commune de Molières.

## Historique
Une première église Saint-Jean, au nord de la bastide et antérieure à celle-ci, a donné son nom à la paroisse sancti Johannis de Molarii.
L'église actuelle de la bastide est dédiée à Notre-Dame de la Nativité,.
La bastide a été fondée en 1282 et a reçu sa charte de coutumes en 1286. L'église a été construite rapidement peu après. Par rapport aux autres bastides, l'église a été construite assez loin de la place centrale.
Vaste église du XIVe siècle à nef unique, elle a une certaine ressemblance  avec celle de Beaumont-du-Périgord. De plan rectangulaire, son clocher carré est accolé au flanc nord. La nef était voûtée d'ogives. La façade occidentale était cantonnée de deux tours. Des contreforts saillants raidissaient les murs.
La fenêtre du chevet a dû être remaniée au XVe siècle pour la doter de remplages de style flamboyant.
C'est peut-être la faiblesse des contreforts qui a conduit à une ruine des voûtes entraînant leur remplacement par un lambris en novembre 1771. Ce travail a été fait par les menuisiers Bernard Clerc et Joseph Loubiat.
Un dessin de Léo Drouyn, daté du 21 juin 1846, montre un édifice partiellement ruiné. La couverture est effondrée sur la seconde travée ainsi que la tour sud. La rose qui se trouve actuellement sur la façade n'est pas représentée sur ce dessin.
Le couvrement de l'église est réparé entre 1847 et 1850. Le lambris est remplacé par un lambris en anse de panier en rehaussant les murs de 2 mètres en réutilisant les pierres des contreforts. La tour sud a été remplacée par un contrefort à l'extérieur et une petite chapelle néogothique à l'intérieur.
Le chevet plat a été modifié à la fin du XIXe siècle par une abside à cinq plans entre deux murs parallèles au chevet permettant d'isoler deux petites salles entre le chevet du XIXe siècle et celui construit au XIXe siècle. De nouvelles fenêtres ont été ouvertes dans le chevet pour éclairer ces salles. Ce nouveau chevêtre est percé de baies à double lancette. Probablement ce nouveau chevet était prévu dans le cadre d'une transformation de l'église à nef unique en une église à trois nefs.
Des vitraux ont été placés vers 1886. Ils ont été réalisés par le maître verrier bordelais Henri Feur (1837-1926). Des nouvelles fenêtres sont percées dans les murs latéraux.
Restauration de l'église en 1908.
Les fermes sont consolidées en 1926.
Une restauration importante est faite entre 1979 et 1982. La couverture et la charpente sont déposées. Le lambris est abandonné en préférant des fermes apparentes qui dont certaines sont implantées au droit des anciens supports des voûtes. Les fenêtres sont restituées à leur emplacement d'origine et les murs gouttereaux rehaussés au XIXe siècle ont été conservés.
Une cuve baptismale ornée d'arcs trilobés et de fleurs de lys trouvée dans le jardin du presbytère a été placée dans l'église en 1982.
La rose de la façade est revitrée en 1986.
L'édifice est inscrit partiellement au titre des monuments historiques le 12 octobre 1948 pour son clocher et ses façades, puis intégralement le 28 janvier 2013.

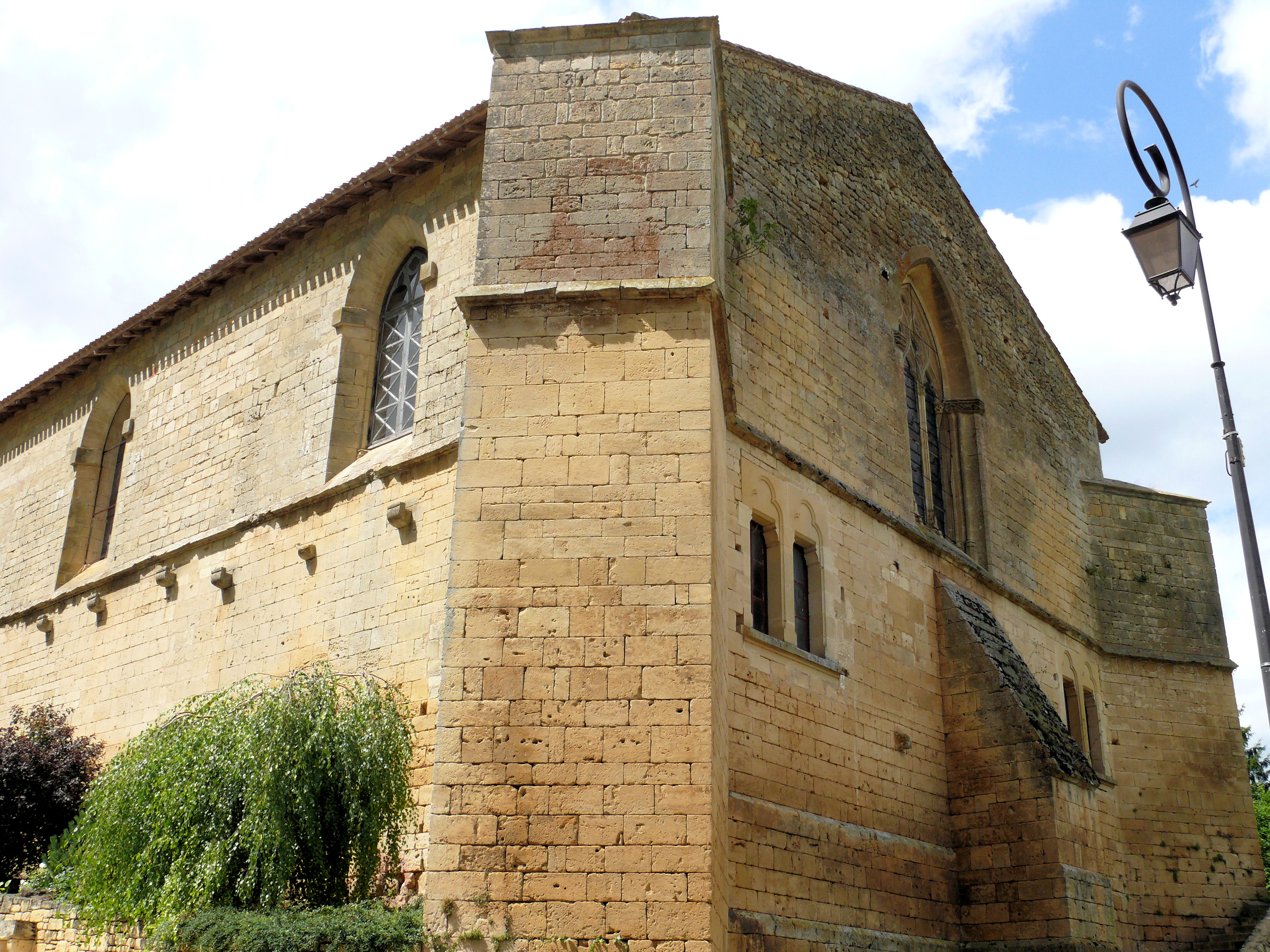
Chevet de l'église du XIVe siècle avec les nouvelles fenêtres construites pour éclairer les deux salles du XIXe siècle.
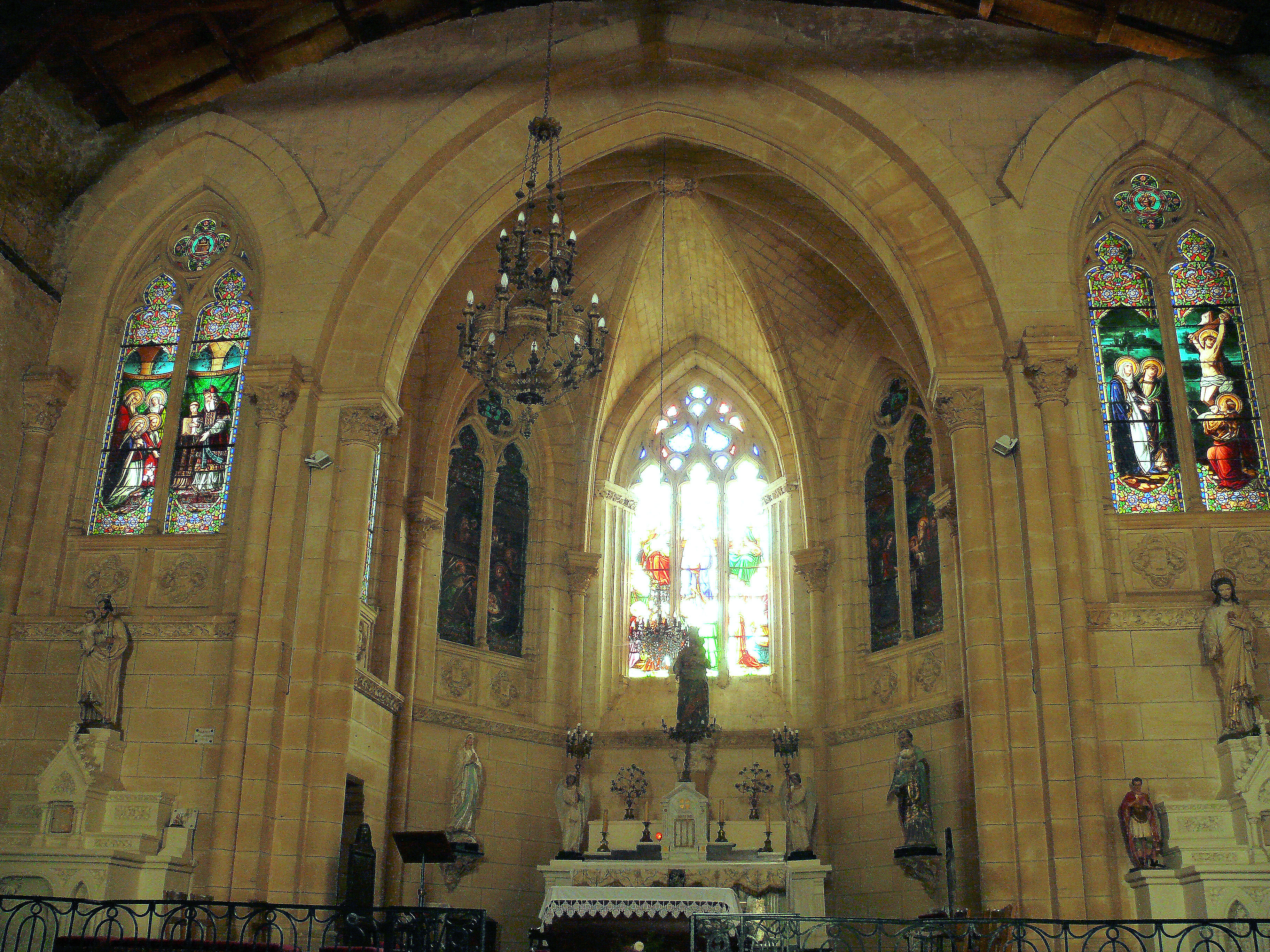
Le chevet construit à la fin du XIXe siècle.
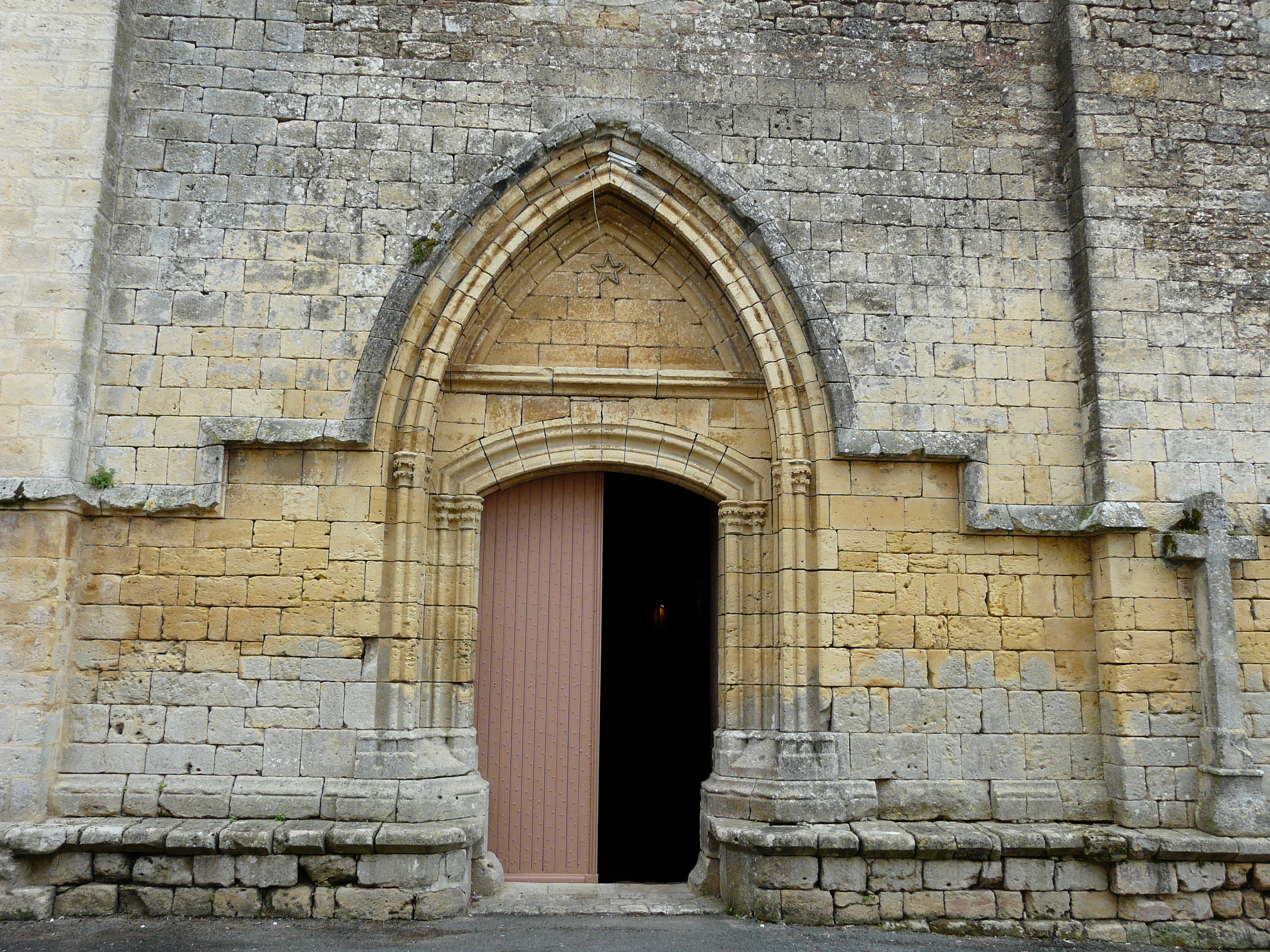
Portail occidental.
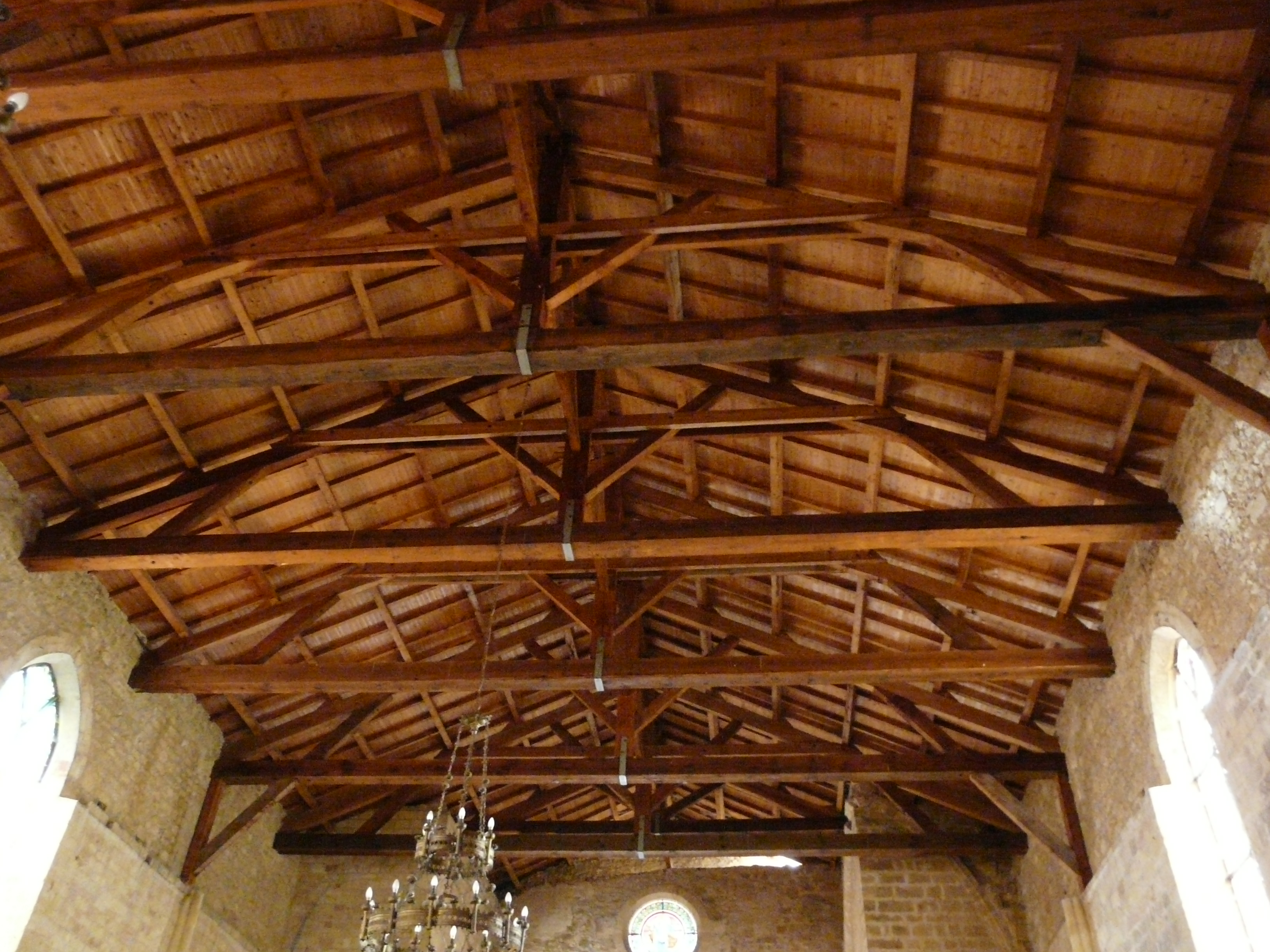
Fermes de la couverture.

## Description
L'église de Molières n'est pas sans rappeler l'église Saint-Laurent-et-Saint-Front de Beaumont-du-Périgord. Elle a un plan recatangulaire à nef unique de quatre travées, très large :
- largeur : 12 m
- longueur : 32 m
L'église est orientée est-ouest. La première travée comprenait deux tours latérales de plan carré et était surmontée d'une tribune dont il reste des corbeaux sur la tour nord. Seule subsiste la tour nord.
L'église était voûtée d'ogives à l'origine. On peut en voir les consoles  dans l'angle nord-ouest de la première travée. Les voûtes ont été remplacées en 1771 par un lambris. La restauration faite entre 1979 et 1982  a conduit à déposer la charpente ancienne, à abandonner le lambris et à replacer des fermes visibles placées au droit des supports des anciennes voûtes.
La façade occidentale est la partie de l'église rappelant le mieux l'état de l'art en Périgord dans les années 1300.

## Vitraux
Les fenêtres de l'église ont été décorées en 1882 de onze verrières réalisées par Henri Feur sur la vie de Christ et de la Vierge : Couronnement de la Vierge ; Annonciation ; Baptême du Christ ; Sainte Famille ; Mariage de la Vierge ; Calvaire, sainte Madeleine ; Présentation de la Vierge au Temple ; Mort de la Vierge ; Vierge, Sacré-Cœur

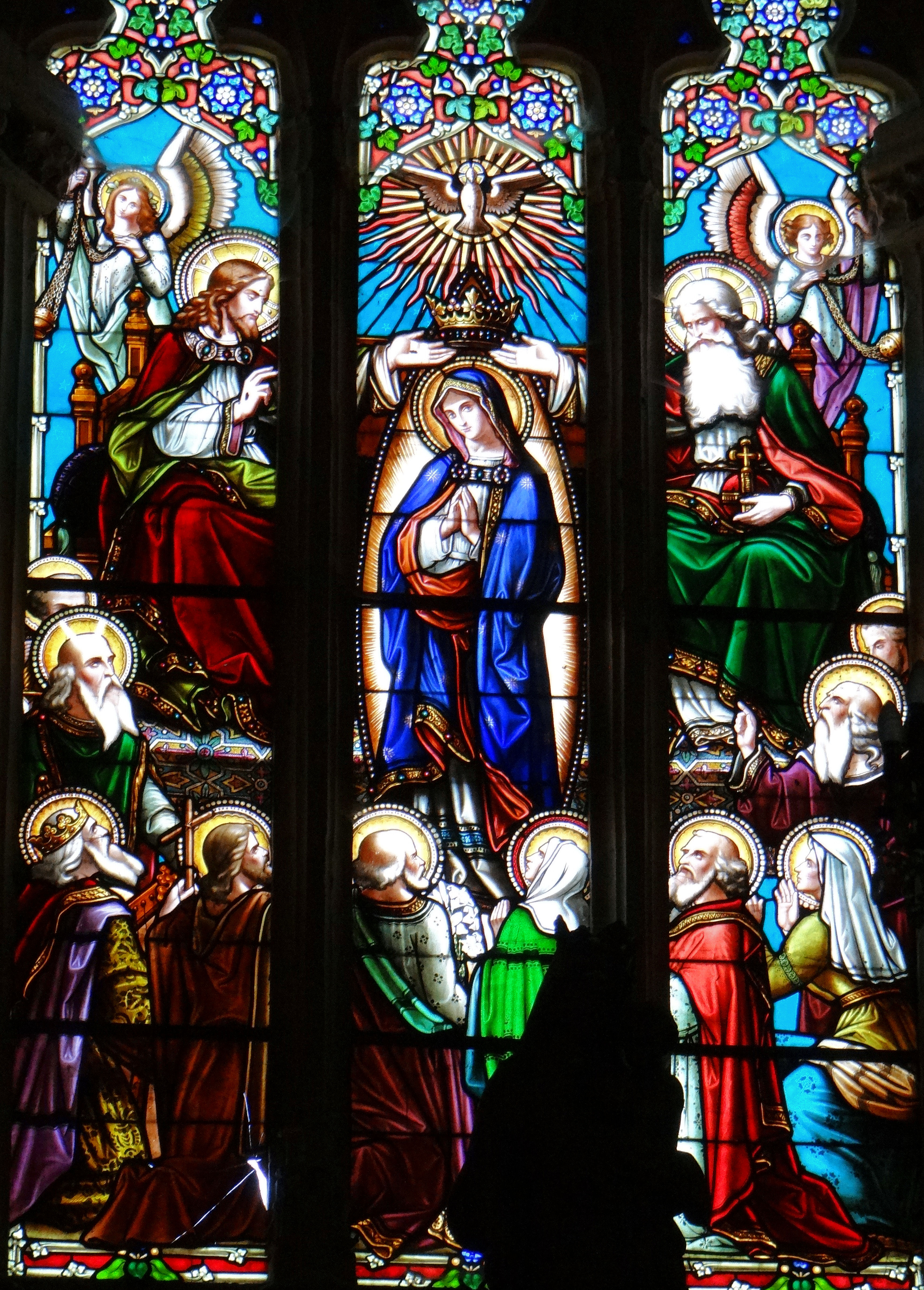
Couronnement de la Vierge.
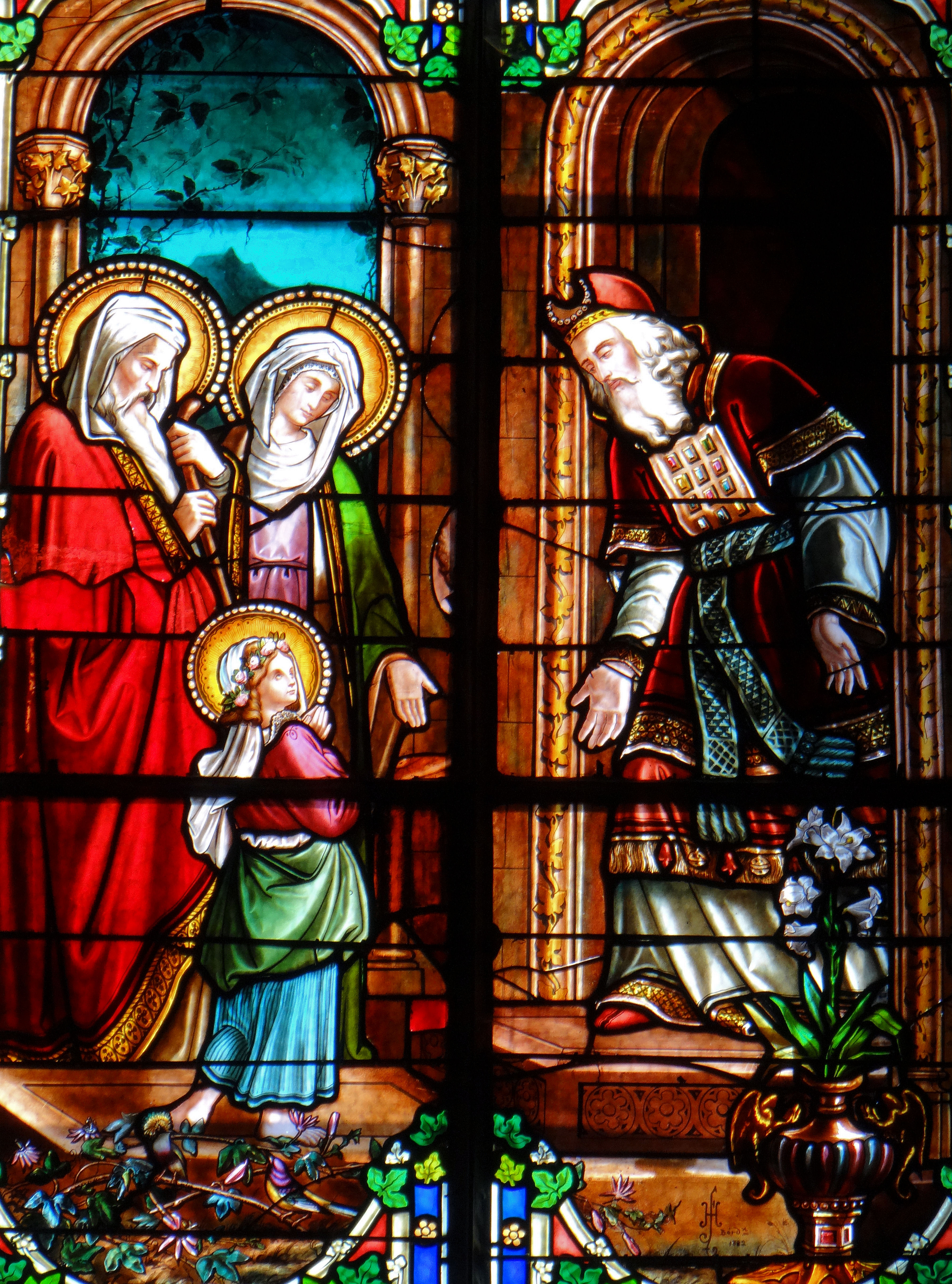
Présentation de la Vierge au Temple.
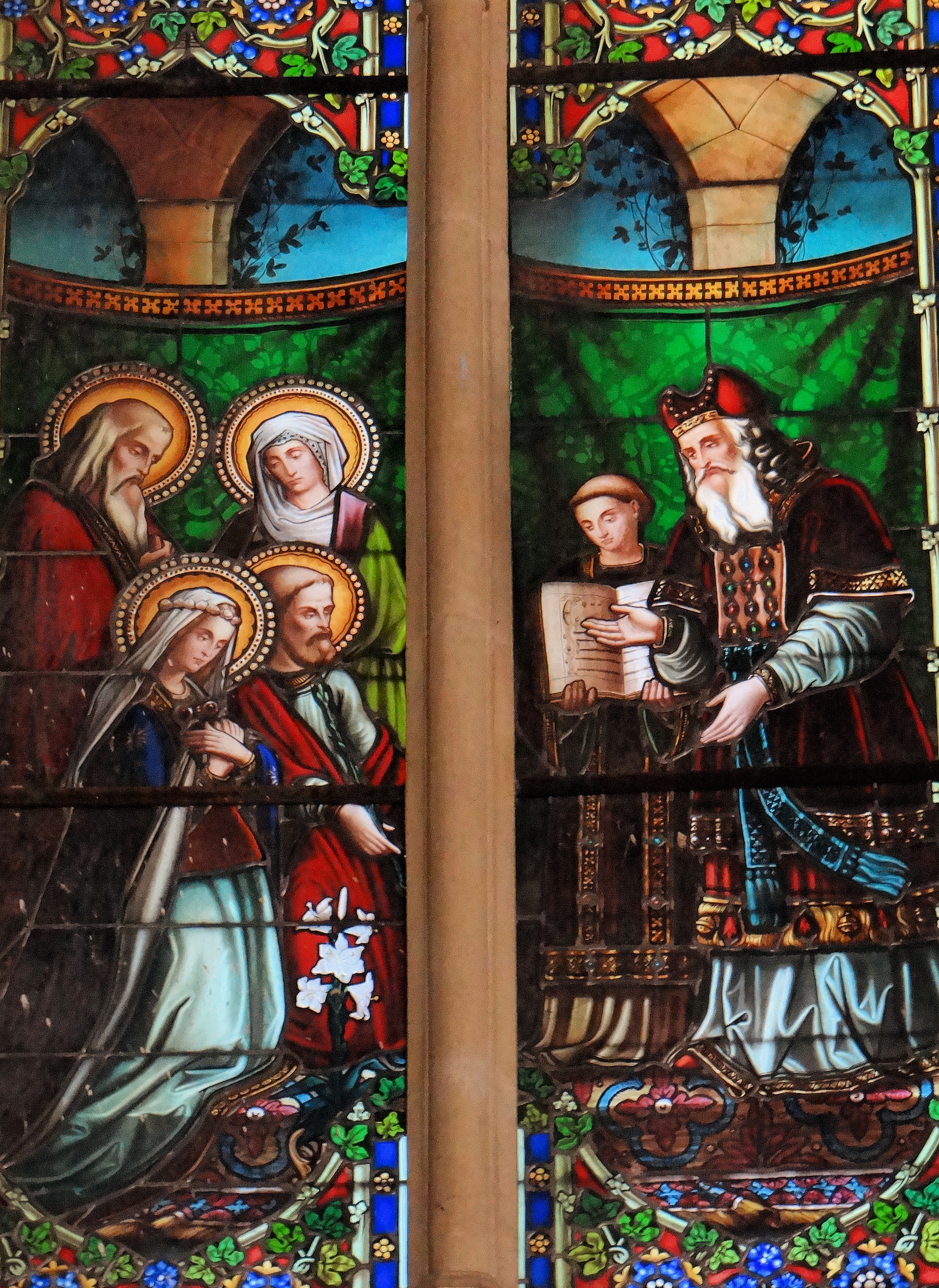
Mariage de la Vierge.
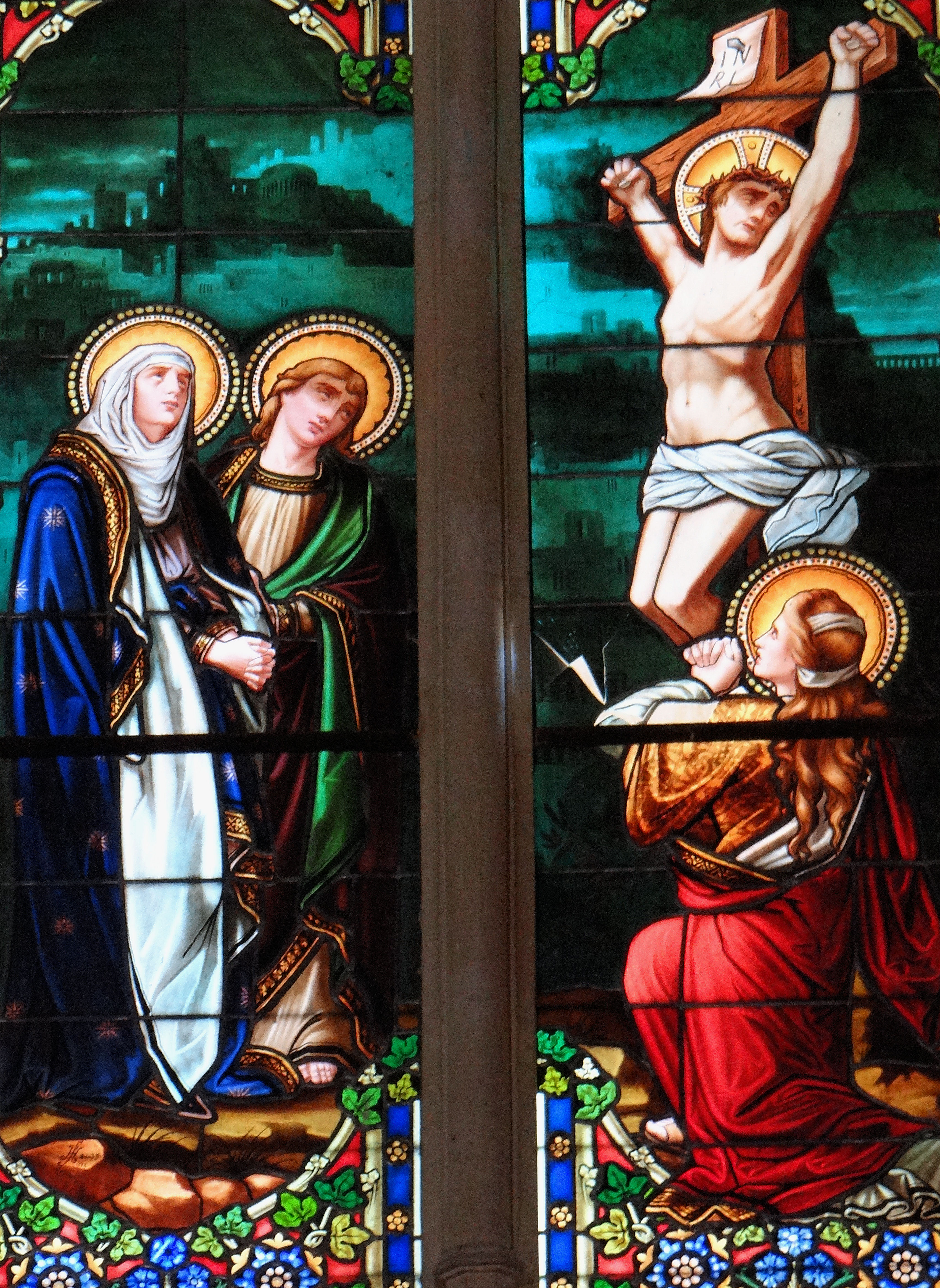
Calvaire avec la Vierge, sainte Marie Madeleine et saint Jean.
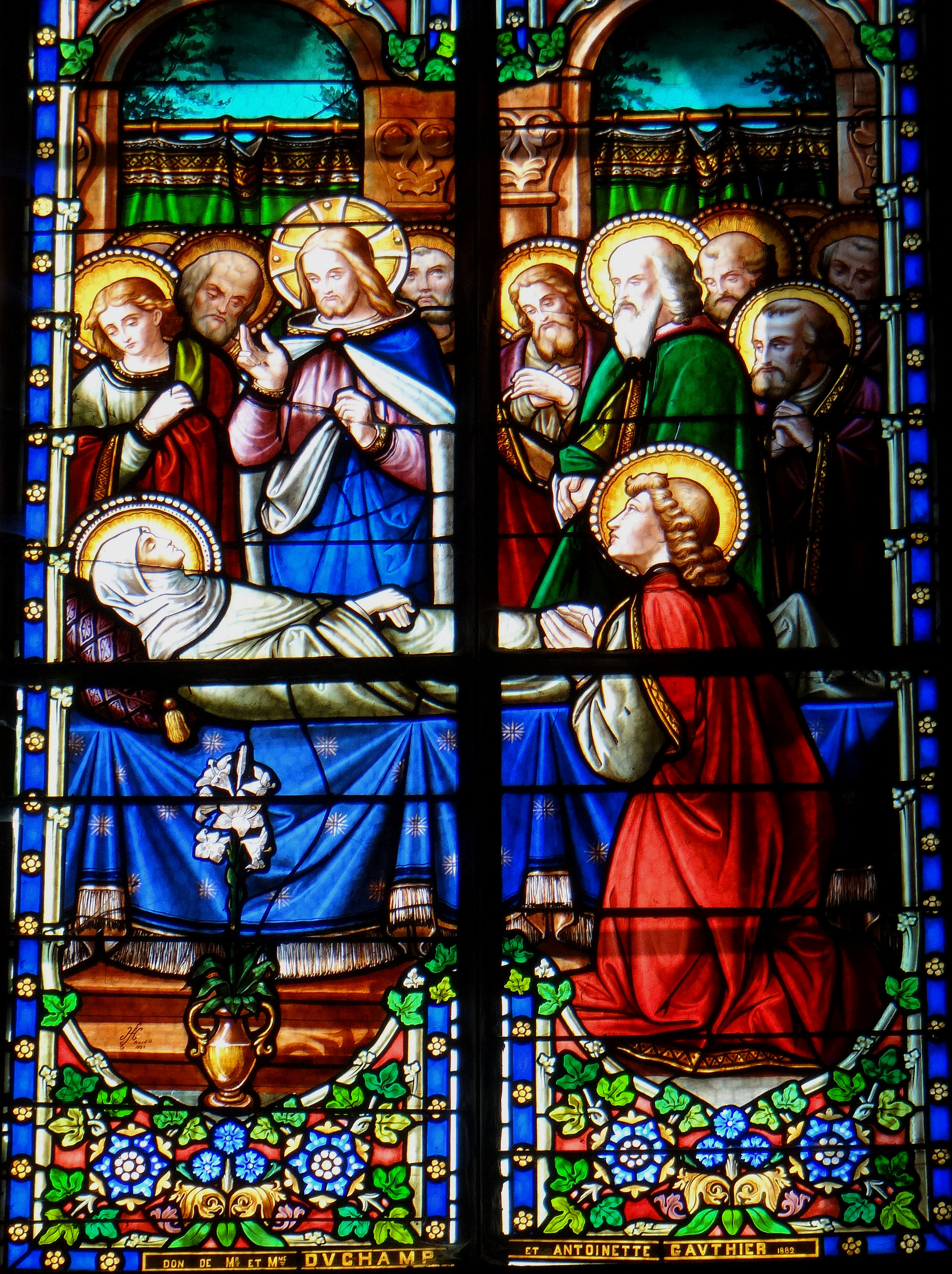
Mort de la Vierge.
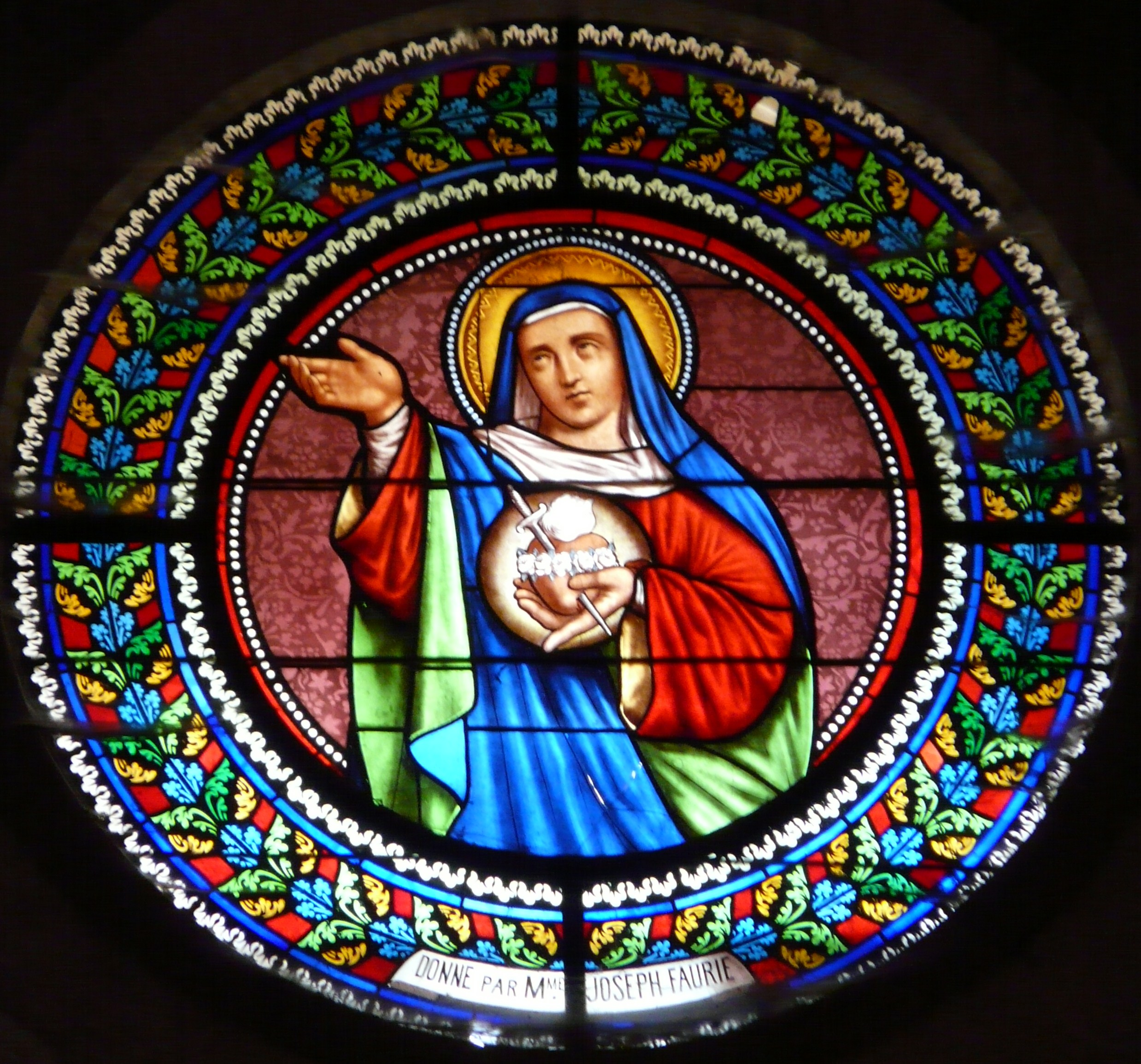
Vierge et Sacré Cœur.
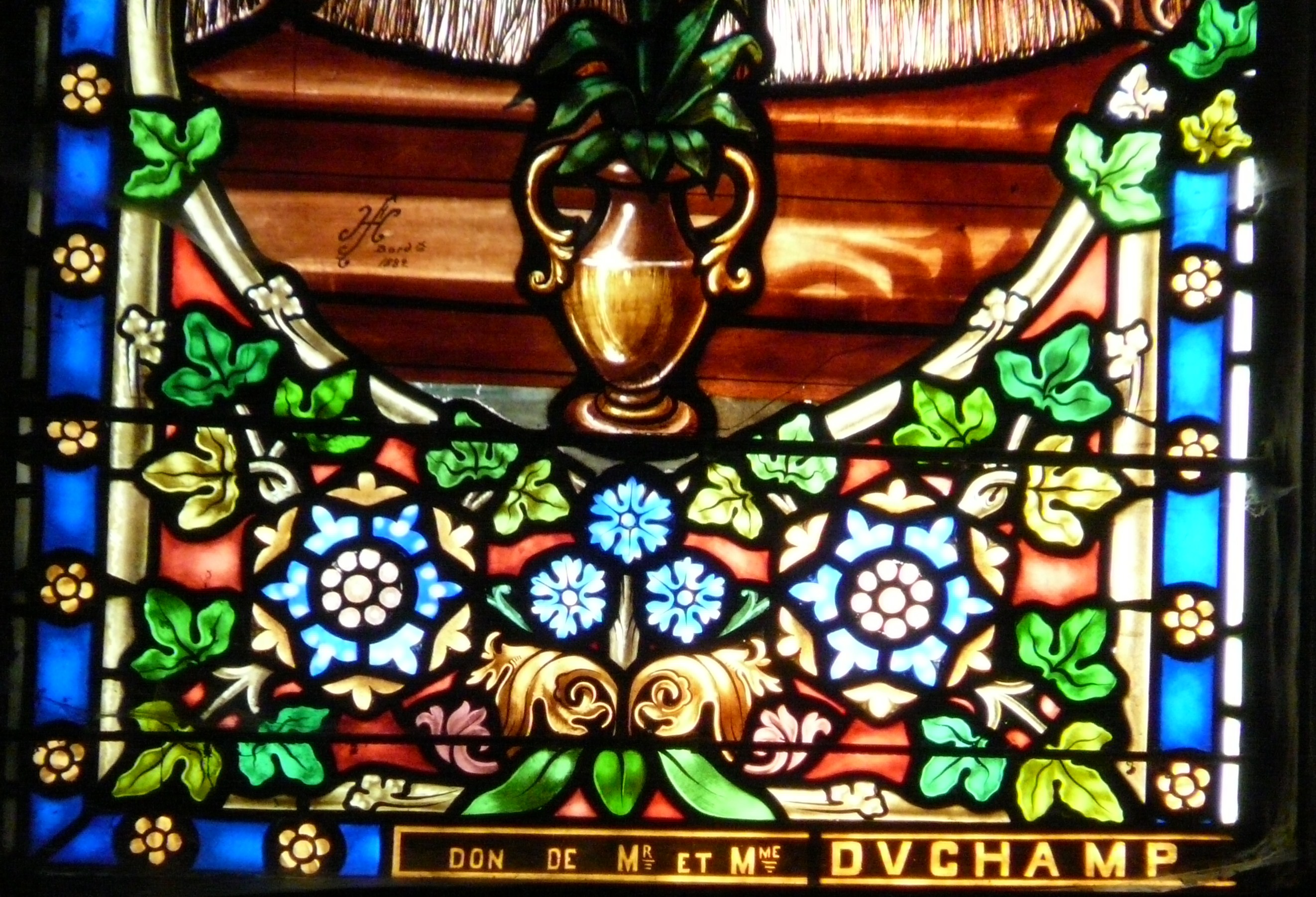
Signature d'Henri Feur (à gauche du vase).